# Іхтіодектиди
Іхтіодектиди (Ichthyodectidae) — родина вимерлих мезозойських  кісткових риб з ряду (або когорти) Ichthyodectiformes. Знаходяться в основі стовбура костистих риб, зближуються з  кісткоязичними (араваноподібними) або з пахікормідами. Раніше вважалися родичами тарпоноподібних. Великі і дуже великі (до 6 метрів завдовжки) переважно хижі риби. Тіло веретеноподібне, часто подовжене, високі спинний і анальний плавники зрушені до хвоста, грудні плавники довгі, черевні також добре розвинені. Хвостовий плавець рівнолопатний, глибоко вирізаний, напівмісячний. Щелепи масивні, зуби у більшості великі, іклоподібні. Рот косий, спрямований вгору. Передні уроневралії розширені, перекривають бокові поверхні передхвостових хребців. Частину дна носової капсули становить незвичайної форми гратчасто-піднебінна кістка. Луска велика, ромбічна або округла. Переважно морські риби, деякі знайдені в  лагунних і навіть прісноводних відкладеннях.
Близько 10-15 родів, з пізньої  крейди — ранньої  юри всіх материків.
Самий ранній відомий рід — Thrissops — з пізньої юри ( кіммеридж —  Тітон)  Європи та Поволжі. Це невеликі морські риби, до 50 см завдовжки. Повні відбитки представлені у фауні Зольнхофена. Керівні копалини пізньоюрської епохи. Від пізніших родів відрізняється, зокрема, довгим анальним плавцем. Живородні риби.

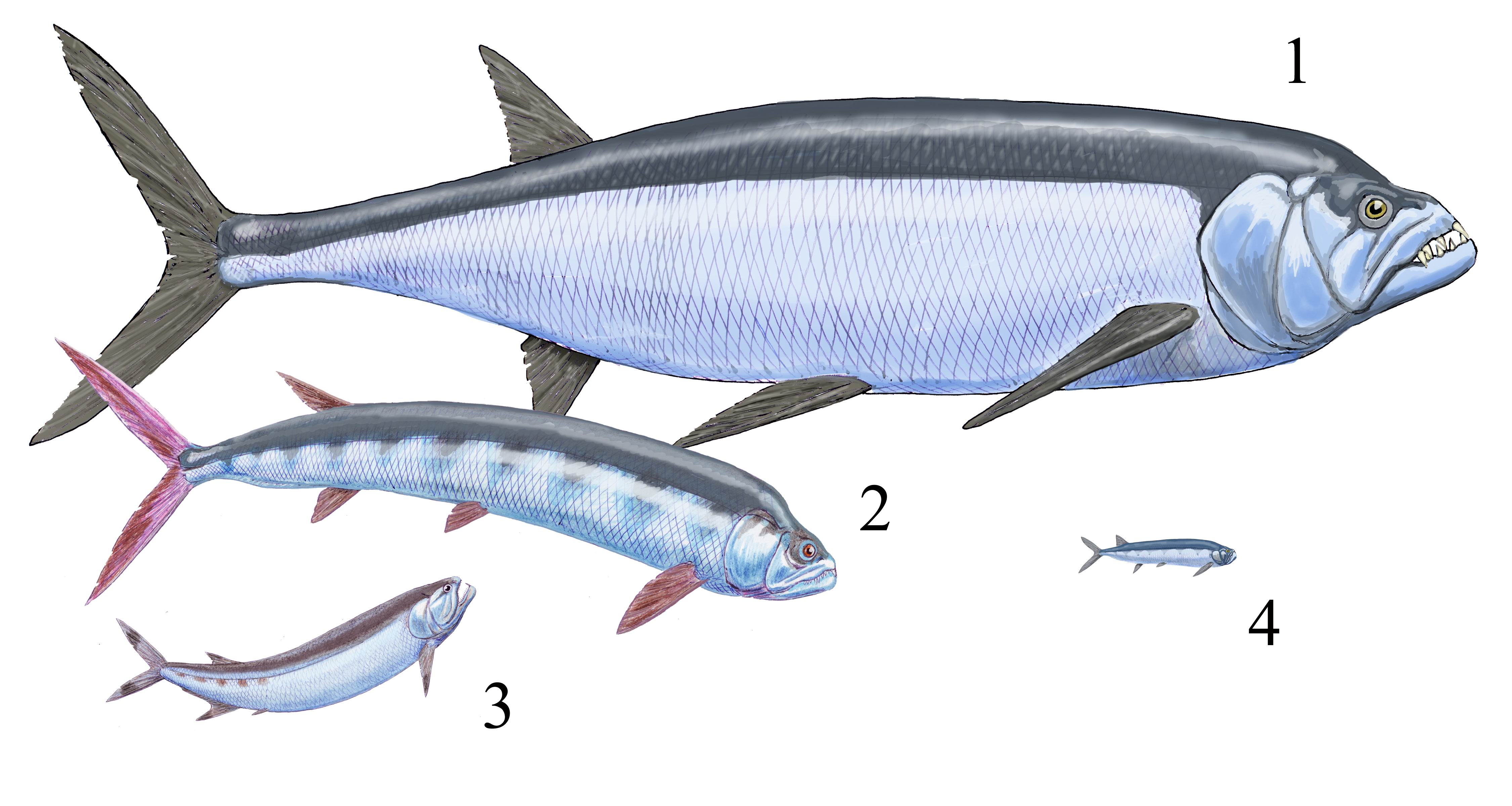
1 — Xiphactinus audax
2 — Ichthyodectes ctenodon
3 — Cladocyclus gardneri
4 — Chirocentrites coronini

Ранньокрейдові представники родини відомі практично з усіх материків. Всі вони дуже подібні між собою. Рід Chirocentrites з  неокома —  сеноман  Югославії досягав лише 30 см в довжину. Рід Cladocyclus був описаний Л. Агассіцем в 1841 році на підставі відбитків з ранньої крейди ( АПТ) формації Крат в  Бразилії. Рід відомий також з ранньої крейди Марокко. Ця риба досягала 1,3 м у довжину, вона знайдена в лагунних і прісноводних відкладеннях. Рід Cooyoo походить з альба Австралії, Faugichthys — з ранньої крейди Європи.
Пізньокрейдяні іхтіодектиди стали дуже великими  пелагічними хижаками. Найзнаменитіший представник — ксифактин з  альба —  Кампана  Північної півкулі та  Австралії — до 6 метрів в довжину. Типовий рід родини — Ichthyodectes — походить з ранньої-пізньої крейди (альбом-кампан) Європи,  Північної Америки та  Північної Африки. Це великий хижак до 3 метрів завдовжки. Близький рід Gillicus відомий як здобич ксифактина (знаменита «риба в рибі»). Цей двометровий іхтіодектид мав досить дрібні зуби, але був активним хижаком.
До родини можуть належати вкрай незвичайні пізньокрейдяні Saurodontinae, що відрізнялися дивним нижньощелепним «рострумом». Два роди (Saurocephalus і Saurodon) відомі з коньяка —  маастрихту Північної Америки та Європи.
Хоча родина не пережила кінця крейди (імовірно ранньо  третинний, рід лат. Prymnites відомий все ж з пізньої крейди  Мексики).
За способом життя іхтіодектиди нагадували сучасних тарпонів і «вовчих оселедців» — дорабів — великих пелагічних хижаків. Для тріссопса, як вказувалося вище, описано живородіння. Не виключено, що живородними були й інші представники групи.

## Ресурси Інтернета
- https://web.archive.org/web/20160304192450/http://palaeo.gly.bris.ac.uk/Palaeofiles/Fossilgroups/Actinopterygii/Neopterygii/Ichthyodectidae
- http://www.oceansofkansas.com/Saurodon.html [Архівовано 4 липня 2019 у Wayback Machine.]
- http://palaeo-electronica.org/2007_3/133/133.pdf [Архівовано 15 жовтня 2008 у Wayback Machine.]
- http://digitallibrary.amnh.org/dspace/bitstream/2246/1224/1/B158a02.pdf [Архівовано 20 липня 2007 у Wayback Machine.]
- http://www.oceansofkansas.com/FieldGuide2.html [Архівовано 10 травня 2012 у Wayback Machine.]